# ويلر أوكمان
ويلر أوكمان (بالإنجليزية: Wheeler Vivian Oakman)‏ هو ممثل أمريكي، ولد في 21 فبراير 1890 في واشنطن العاصمة في الولايات المتحدة، وتوفي في 19 مارس 1949 في فان نويس في الولايات المتحدة بسبب نوبة قلبية.

## أعمال

### أفلام
- (1915) سجادة من بغداد

## وصلات خارجية
- ويلر أوكمان على موقع IMDb (الإنجليزية)
- ويلر أوكمان على موقع ديسكوغز (الإنجليزية)
- ويلر أوكمان على موقع قاعدة بيانات الفيلم (الإنجليزية)